# 佩列莫加 (亞基米夫卡區)
46°40′24″N 35°14′53″E / 46.67333°N 35.24806°E
佩列莫加（烏克蘭語：Перемога）是位於烏克蘭東南部的村莊，由扎波羅熱州梅利托波爾區的亞基米夫卡市鎮負責管轄。該村始建於1921年，面積0.03平方公里，海拔高度2米，2001年人口30，人口密度每平方公里1,111.1人。